# ناتانیل سیلزبی
ناتانیل سیلزبی (به انگلیسی: Nathaniel Silsbee) سناتور سابق عضو حزب ملی جمهوری‌خواه بود. وی در سال ۱۸۲۶ تا ۱۸۳۵ میلادی سناتور ایالت ماساچوست در سنای ایالات متحده آمریکا بود.